# Guillaume Florent
Guillaume Florent (Dunkerque, 13 ottobre 1973) è un velista francese.

## Palmarès
- Giochi olimpici

Pechino 2008: bronzo nel Finn.